# 智利自由共和國
自由共和國（西班牙語：República Liberal），是智利歷史介於1861年至1891年的時期。這個時期的特點是由自由派的Pipiolos興起，其反對前一段時期保守派的Pelucones。這段時期自由派進行了憲政改革，限縮總統權力並增加了國會的權力。